# Gruppo della Pierre Menue
Il Gruppo della Pierre Menue è un massiccio montuoso situato lungo la linea di confine tra l'Italia e la Francia. Appartiene alle Alpi del Moncenisio nelle Alpi Cozie.

## Caratteristiche
Il gruppo si trova tra l'italiana Val di Susa e la francese Maurienne. È delimitato dal Colle d'Etiache a est e dal Colle del Fréjus a sud-ovest.
Sotto il massiccio corrono a breve distanza tra loro i due trafori del Fréjus ferroviario e autostradale.

## Classificazione
La SOIUSA definisce il Gruppo della Pierre Menue come un gruppo alpino e vi attribuisce la seguente classificazione:
- Grande parte = Alpi Occidentali
- Grande settore = Alpi Sud-occidentali
- Sezione = Alpi Cozie
- Sottosezione = Alpi del Moncenisio
- Supergruppo = Catena Bernauda-Pierre Menue-Ambin
- Gruppo = Gruppo della Pierre Menue
- Codice = I/A-4.III-B.5

## Suddivisione
Viene suddiviso in due sottogruppi:
- Cresta Gran Vallone-Punta del Fréjus (a)
- Sottogruppo della Pierre Menue (b)

I due sottogruppi sono separati tra loro dal Colle della Pelouse.

## Montagne principali

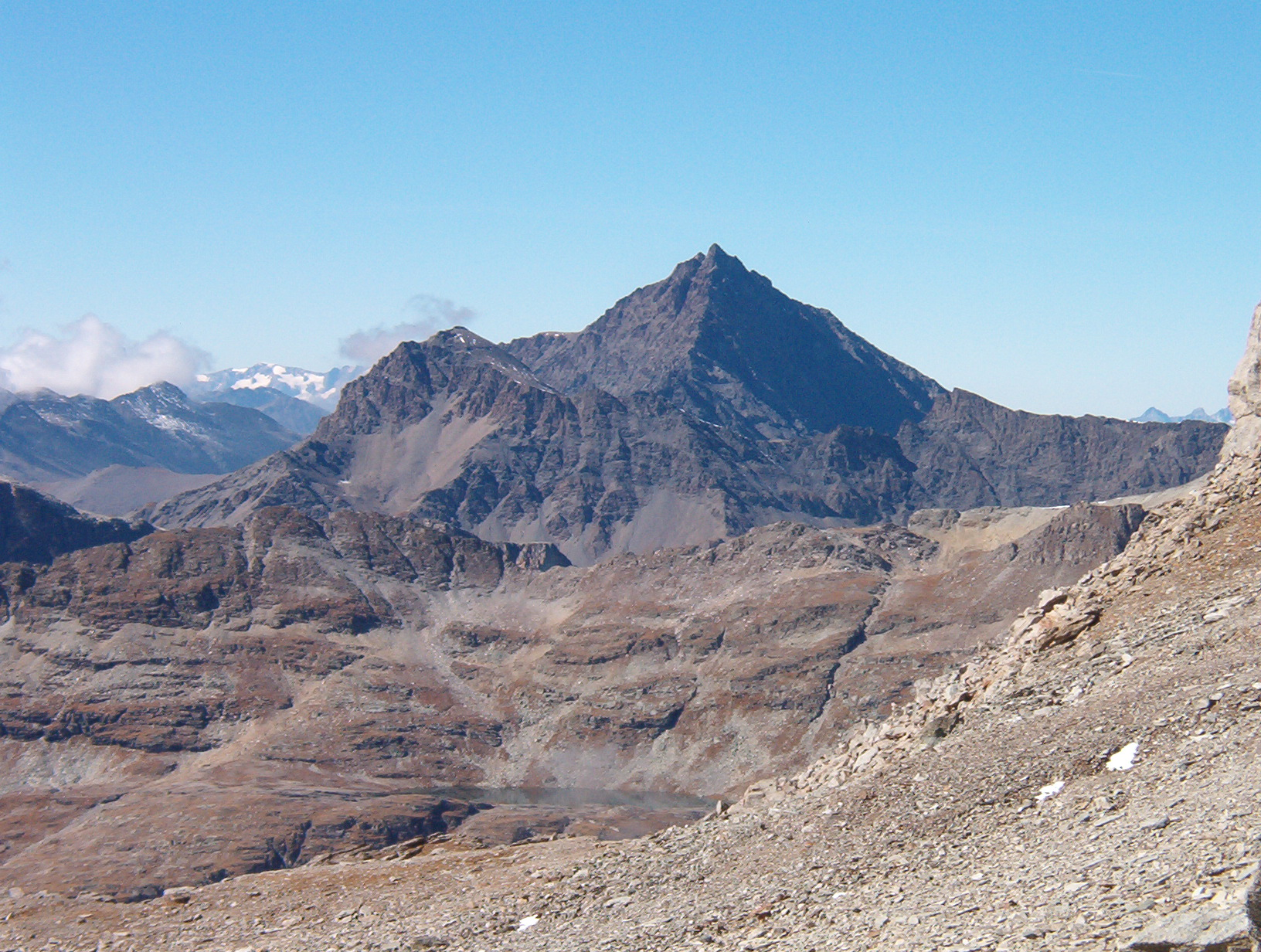
La Pierre Menue vista dalla Rocca d'Ambin

Le vette principali del gruppo sono:
- Pierre Menue - 3.505 m
- Cresta di San Michele - 3.251 m
- Pointe de Bramanette - 3.214
- Cima del Gran Vallone - 3.171 m
- Cima Gardiola (o Gardiora) - 3.140 m
- Punta Bagnà - 3.129 m
- Pointe de Longe Côte - 3.104
- La Belle Plinier - 3.086
- Côte Traversière - 3.028 m
- Pointe du Clôt - 2.941
- Punta del Fréjus - 2.936 m
- Roccia Verde - 2.852 m
- Punta Bagna - 2.737 m
- Punta Melmise - 2.310

## Rifugi alpini
Per favorire l'escursionismo e la salita alle vette il gruppo è dotato dei seguenti rifugi alpini:
- Rifugio Camillo Scarfiotti - 2.165 m
- Refuge de Bramanette - 2.080 m

## Sport invernali
Nella parte nord-occidentale del gruppo alpino si trova la stazione sciistica francese di Valfrejus.

### Cartografia
- Cartografia ufficiale italiana dell'Istituto Geografico Militare (IGM) in scala 1:25.000 e 1:100.000, consultabile on line
- Cartografia ufficiale francese dell'Institut géographique national (IGN), consultabile online
- Istituto Geografico Centrale - Carta dei sentieri e dei rifugi scala 1:50.000 n. 1 Valli di Susa Chisone e Germanasca e 1:25.000 n. 104 Bardonecchia Monte Thabor Sauze d'Oulx